# Gabriel Brás
Gabriel Brás né le 25 mars 2004 à Póvoa de Varzim au Portugal, est un footballeur portugais qui évolue au poste de défenseur central au FC Porto B.

## Biographie

### En club
Né à Póvoa de Varzim au Portugal, Gabriel Brás commence le football avec le club local du Varzim SC avant d'être est formé par le FC Porto. Il signe son premier contrat professionnel avec le club le 2 juin 2020.
Le 20 janvier 2023, Gabriel Brás prolonge son contrat avec le FC Porto. Il est alors lié au club jusqu'en juin 2028,.

### En sélection
Gabriel Brás est sélectionné avec l'équipe du Portugal des moins de 19 ans, pour participer au championnat d'Europe des moins de 19 ans en 2023. Le Portugal se hisse jusqu'en finale après avoir battu la Norvège,.

## Palmarès
Portugal -19 ans
- Championnat d'Europe
  - Finaliste en 2023